# Traktat w Trianon

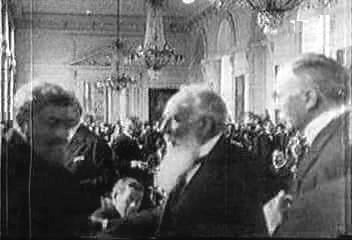
Delegacja węgierska przed podpisaniem traktatu. Albert Apponyi pośrodku

Traktat w Trianon – podpisany 4 czerwca 1920 w pałacu Grand Trianon w Wersalu traktat pokojowy między Węgrami a państwami Ententy: Stanami Zjednoczonymi (które go nigdy nie ratyfikowały), Wielką Brytanią, Francją, Włochami, Japonią, Rumunią, Królestwem SHS (późniejsza Jugosławia), Czechosłowacją i Polską (która również nigdy go nie ratyfikowała).
Nowe Królestwo Węgier powstało w miejsce dawnego Królestwa Węgier (Kraje Korony Świętego Stefana), części dualistycznej monarchii austro-węgierskiej, która rozpadła się po I wojnie światowej. Do jego utworzenia potrzebna była wspólna ofensywa wojsk czeskich, serbskich, francuskich i rumuńskich, która rozbiła w 1919 roku Węgierską Republikę Rad, Budapeszt zajęły oddziały rumuńskie. W listopadzie, za zgodą aliantów, do miasta wkroczyła organizowana w pośpiechu Armia Narodowa admirała Miklósa Horthyego, którego rząd był jednak tak słaby, że musiał przyjąć do wiadomości warunki postawione przez zwycięzców.

## Postanowienia
Węgry uznały niepodległość Czechosłowacji oraz Królestwa Serbów, Chorwatów i Słoweńców. Znaczna część obszaru Węgier została podzielona między sąsiadów:
- Rumunia uzyskała Siedmiogród oraz części Kriszany, Marmaroszu i Banatu i kilka innych, mniejszych krain historycznych;
- Czechosłowacja uzyskała tereny dzisiejszej Słowacji (dawne Górne Węgry) i Ruś Zakarpacką;
- Królestwo SHS uzyskało Chorwację, większość Baczki oraz część Banatu;
- Austria uzyskała zachodnie części komitatów Sopron, Moson i Vas, z których utworzono prowincję Burgenland.

W wyniku ustaleń traktatu Węgry utraciły dostęp do morza, niemal dwie trzecie ludności (pozostało 8 z 21 milionów) oraz 71% obszaru państwa (pozostało 93 tys. km² z 325 tys. km²). Poza granicami Węgier znalazło się 3,5 miliona Węgrów, głównie w południowej Słowacji i siedmiogrodzkim Seklerlandzie oraz części Wojwodiny. Stanowiło to ⅓ tego narodu. Konsekwencje tych ustaleń z niewielkimi zmianami pozostają w mocy do dzisiaj.
Ponadto zabroniono Węgrom powszechnej służby wojskowej (liczebność armii nie mogła przy tym przekraczać 35 tys.), posiadania lotnictwa i marynarki wojennej (Węgry nie posiadały dostępu do morza), rozwoju przemysłu zbrojeniowego, budowy linii kolejowych innych niż jednotorowe. Węgry miały również wypłacić reparacje wojenne.
W traktacie Węgry z góry uznały wszelkie ewentualne decyzje dotyczące granic kilku innych państw (w tym Polski), jakie mogłyby być podjęte w przyszłości przez mocarstwa sprzymierzone. Okazało się to mieć zastosowanie do decyzji Rady Ambasadorów z 28. lipca 1920, która podzieliła należące przedtem do Węgier tereny Spisza i Orawy między Polskę i Czechosłowację.

## Oceny
Z perspektywy czasu traktat w Trianon postrzegany jest kontrowersyjnie. Węgry, jako spadkobierca dawnej monarchii habsburskiej, musiały ponieść konsekwencje przegranej wojny, choć już niekoniecznie doprowadzenia do niej, gdyż nie prowadziły samodzielnej polityki zagranicznej. Kontrowersyjne jest również przerzucanie całej winy za wybuch I wojny światowej na państwa centralne. Po zakończeniu I wojny światowej istotną wagę zyskał jednakże postulat samostanowienia narodów środkowoeuropejskich, tym bardziej że władze węgierskie prowadziły wobec innych narodowości politykę madziaryzacji.
Niewątpliwie znaczna część dawnego Królestwa Węgierskiego zamieszkana była w większości przez narody inne niż węgierski – z około 14 milionów ludności na utraconych terenach jedynie około 3 milionów było Węgrami. Postulat samostanowienia dotyczył w szczególności Słowaków i Chorwatów, którzy znajdowali się pod panowaniem węgierskim, a po wojnie weszli dobrowolnie w skład nowo powstałych państw federacyjnych. Z drugiej strony hasła o zasadach narodowościowych, którymi mieli kierować się alianci, w części przypadków okazywały się nieprawdą i część terenów została arbitralnie przyłączona do okolicznych państw. Tereny dzisiejszej południowej Słowacji przyłączono do Czechosłowacji tylko po to, aby młoda republika miała więcej pól uprawnych (do dzisiaj w wielu tamtejszych miejscowościach Węgrzy stanowią większość). Zdecydowano przyłączyć do Czechosłowacji większe słowackie wyspy językowe, mimo że wiązało się to z przyłączeniem także obszarów węgierskojęzycznych pomiędzy nimi. Czechosłowacja uzyskała także Bratysławę, mającą znaczenie historyczne dla Węgier (w przeszłości pełniła przez kilkaset lat funkcję węgierskiej stolicy), a w której Słowacy wówczas stanowili mniejszość. Podobnie terytorium Baczki, wcielone do Królestwa Serbów, Chorwatów i Słoweńców, jak i fragmenty Siedmiogrodu oraz Banatu, które znalazły się w Rumunii, to tereny, na których Węgrzy stanowili i nadal często stanowią większość. W całym przyłączonym Siedmiogrodzie Rumuni jednak stanowili 54% ludności, a oprócz Węgrów zamieszkiwały tam też mniejszości niemiecka i żydowska. Należy zaznaczyć, że na decyzje dotyczące Rumunii wpływ miał jej udział militarny w obaleniu Węgierskiej Republiki Rad.
W dniu 16 kwietnia 1919 roku Zgromadzenie Narodowe (czyli porozumienie partii czeskich i słowackich, akceptujące swą przewagę nad mniejszościami) uchwaliło ustawę wywłaszczającą właścicieli ziemskich (na Słowacji i Rusi Zakarpackiej prywatna własność ziemska obejmowała  48,5 % ogólnej powierzchni gruntów) uznanych za obcych, w tym głównie Niemców i Austriaków, a na Słowacji - Węgrów.
Jedynie w części Burgenlandu wokół miasta Sopron zorganizowano plebiscyt, w wyniku którego obszar plebiscytowy pozostał przy Węgrzech. Plebiscyt był jednak wynikiem zbrojnego oporu miejscowej ludności, która nie chciała dopuścić do oddania regionu w ręce austriackie i ogłosiła powstanie tzw. Palatynatu Litawskiego.
Należy dodać, że politycy francuscy (Georges Clemenceau) otwarcie przyrzekli Węgrom w chwili podpisania traktatu możliwość jego rewizji w oparciu o kryterium etnograficzne i Pakt Ligi Narodów (art. 19 dozwalał na okresowe badania traktatów, które nie dają się już stosować).

## Reakcje na Węgrzech
4 czerwca 1920 roku, w dniu podpisania traktatu, w całym kraju bito w dzwony i odprawiano nabożeństwa żałobne, a gazety ukazały się w czarnych obwódkach; zamknięto szkoły, urzędy i sklepy, na 5 minut stanął transport publiczny, zaś flagi państwowe opuszczono i pozostawiono je tak do 1938 roku. W rocznice Trianon żałobę przywdziewał parlament, urzędnicy i miliony obywateli.
W czasie podpisywania traktatu złożenia podpisu odmówił przewodniczący delegacji węgierskiej, hr. Albert Apponyi. Ostatecznie ze strony węgierskiej podpisali porozumienie minister zdrowia i ambasador w Paryżu, którzy zaraz potem zrezygnowali ze stanowisk i wycofali się z życia publicznego.
Rewizja traktatu stała się głównym celem polityki zagranicznej Węgier w okresie międzywojennym i przyczyniła się do zbliżenia z III Rzeszą. W latach 1938–1941 Węgrom udało się, przy poparciu Rzeszy, bez walki zrewidować część postanowień z Trianon. Po pierwszym arbitrażu wiedeńskim w listopadzie 1938 Węgry uzyskały kosztem Czechosłowacji południową Słowację. 14 marca 1939 roku, po rozpadzie Czecho-Słowacji, Węgrzy zajęli Karpato-Ukrainę, w wyniku drugiego arbitrażu wiedeńskiego w sierpniu 1940 uzyskali od Rumunii północny Siedmiogród. Po ataku na Jugosławię Niemcy przekazali Węgrom serbską Wojwodinę (Baczkę), słoweńskie Prekmurje oraz chorwackie Baranję i Međimurje. W sumie bezpośrednio przed II wojną światową i w czasie jej trwania wróciły do kraju ziemie zamieszkane przez 2 mln Węgrów, a terytorium powiększyło się do 172 tys. km². Zmiany terytorialne powiększające terytorium Węgier zostały anulowane w 1947 przez postanowienia pokoju paryskiego.
Po II wojnie światowej, za czasów rządzonej przez komunistów Węgierskiej Republiki Ludowej, temat traktatu z Trianon nie był oficjalnie podnoszony i uległ w dużej mierze w społeczeństwie zapomnieniu, a kładziono nacisk na współpracę w ramach obozu państw socjalistycznych. Dopiero w latach 80. XX wieku zaczęły się ukazywać publikacje na ten temat. Podczas transformacji ustrojowej, po wprowadzeniu demokracji i pojawieniu się nurtów nacjonalistycznych w polityce, temat mniejszości węgierskich za granicami kraju zaczął być ponownie wykorzystywany politycznie i na początku lat 90. Węgry podejmowały próby wspierania ruchów separatystycznych za granicami. Unormowanie stosunków granicznych z sąsiednimi państwami stało się jednak jednym z warunków przystąpienia Węgier do NATO. 
Ponownie poczucie krzywdy wyrządzonej Węgrom na skutek traktatu z Trianon stało się jednym z motywów nacjonalistycznych podsycanych i wykorzystywanych politycznie przez rządy Viktora Orbána. W czerwcu 2008 w południowej części Budapesztu otwarty został Park Trianon, który ma upamiętniać ziemie dawnej monarchii węgierskiej, utracone w wyniku traktatu. W parku znajduje się m.in. dzwon, który dzwoni każdego dnia o godz. 16:32 – kiedy to w dniu 4 czerwca 1920 podpisano traktat w Trianon.

## Galeria

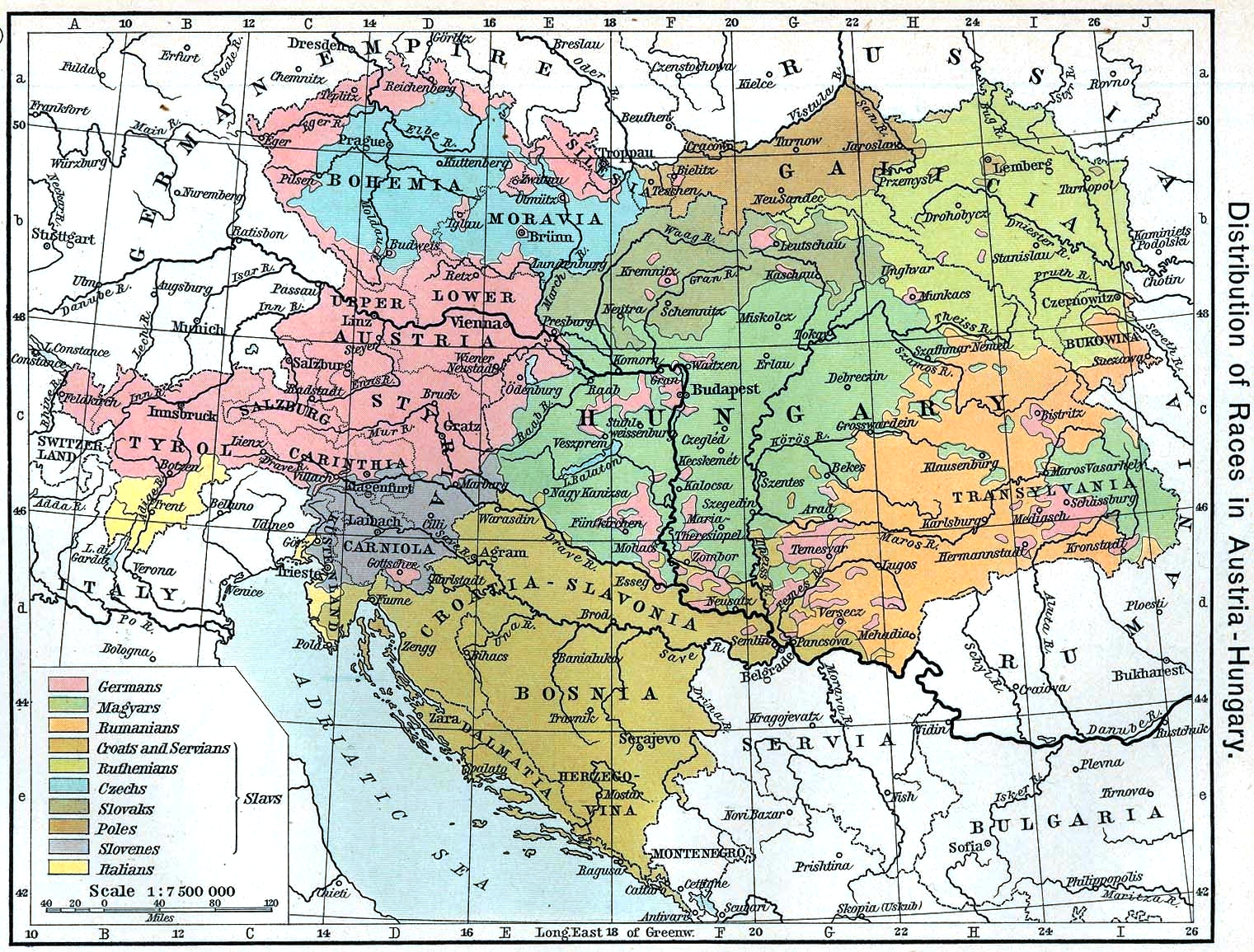
Mapa Austro-Węgier z roku 1911 z zaznaczeniem dominacji poszczególnych narodowości
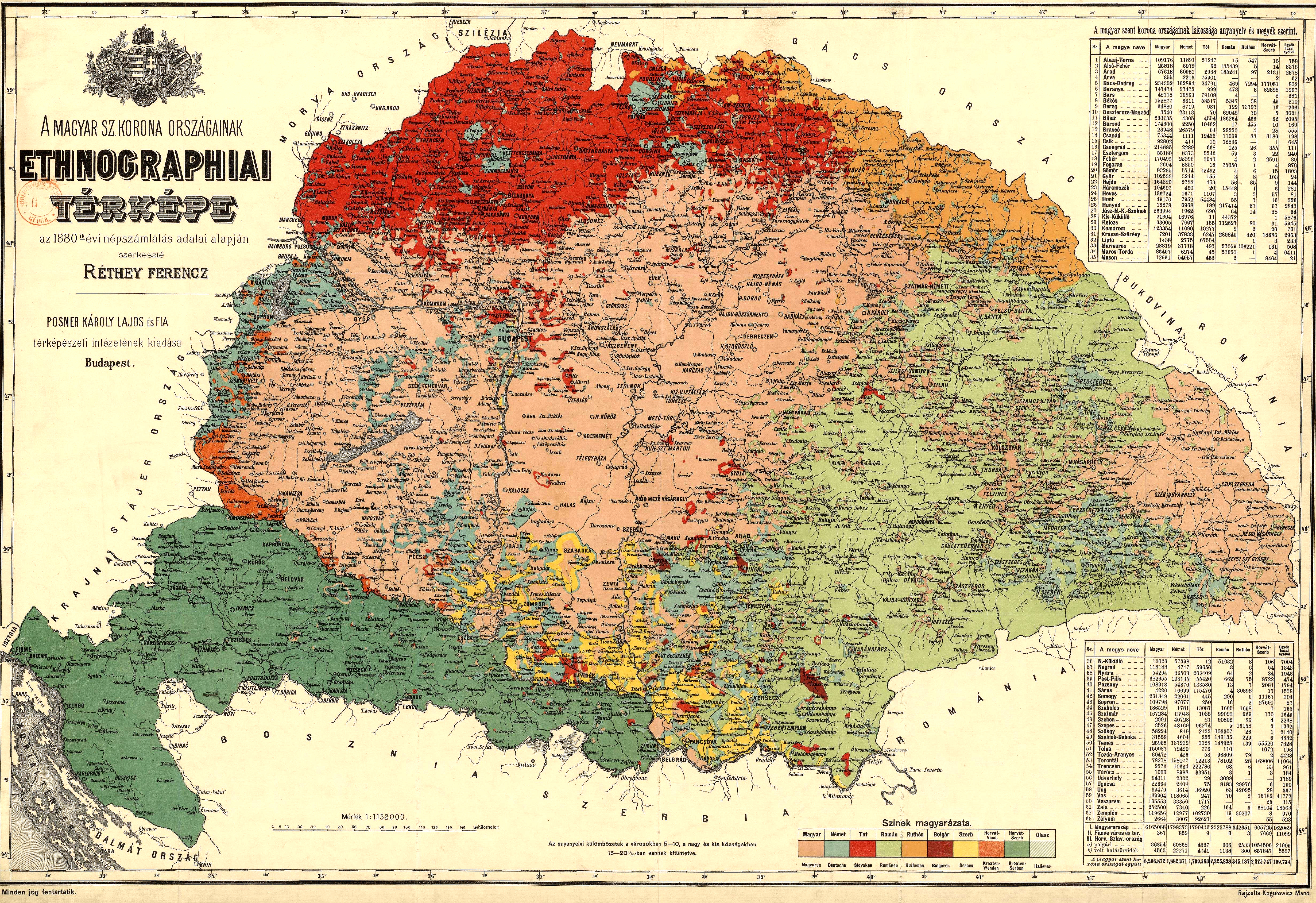
Mapa etnograficzna Królestwa Węgier wg spisu 1880
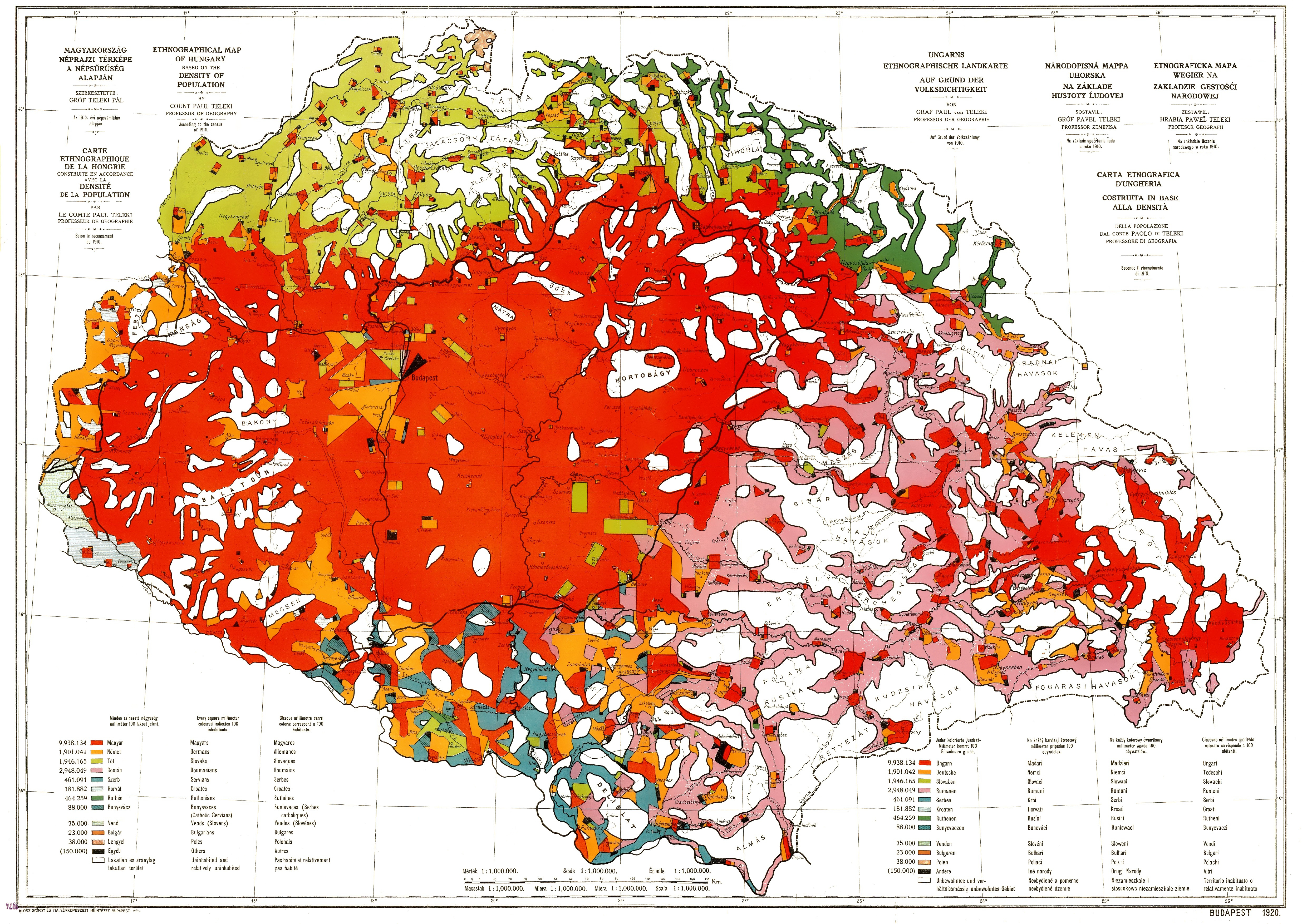
Mapa narodowościowa Węgier przedstawiona przez delegację węgierską. Tereny o zaludnieniu poniżej 20 os./km² pozostawiono jako białe
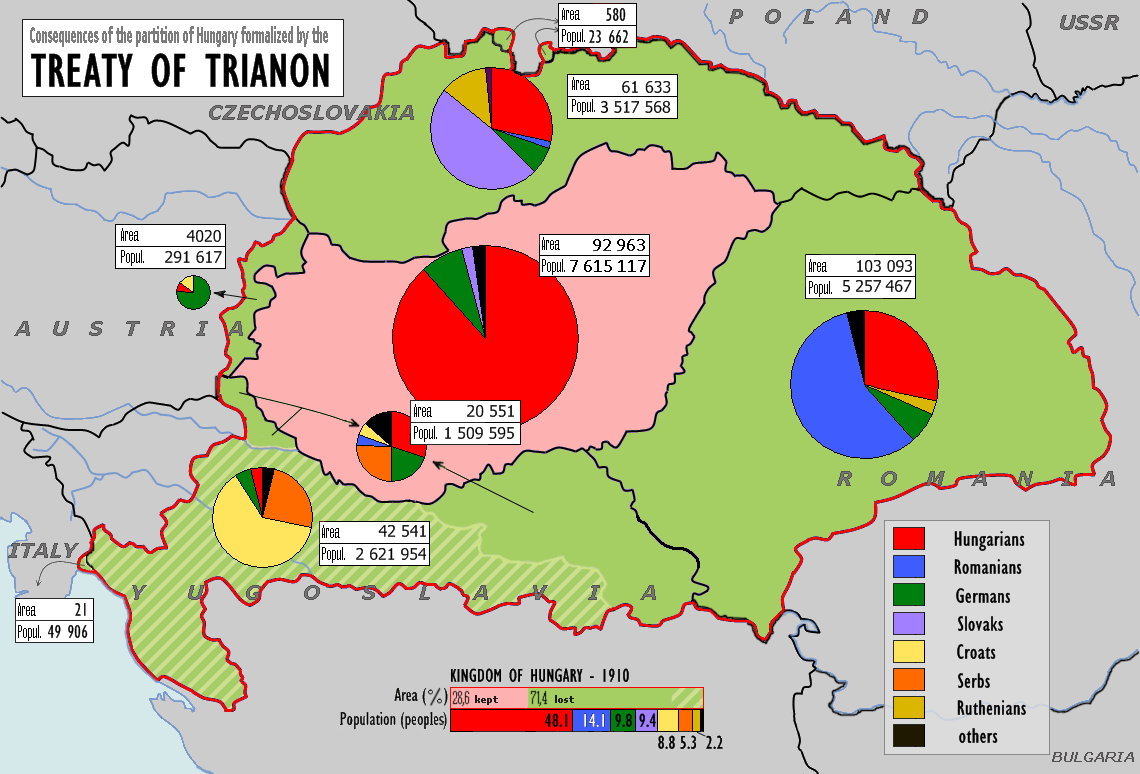
Procentowy skład etniczny w poszczególnych częściach Węgier oddanych krajom ościennym
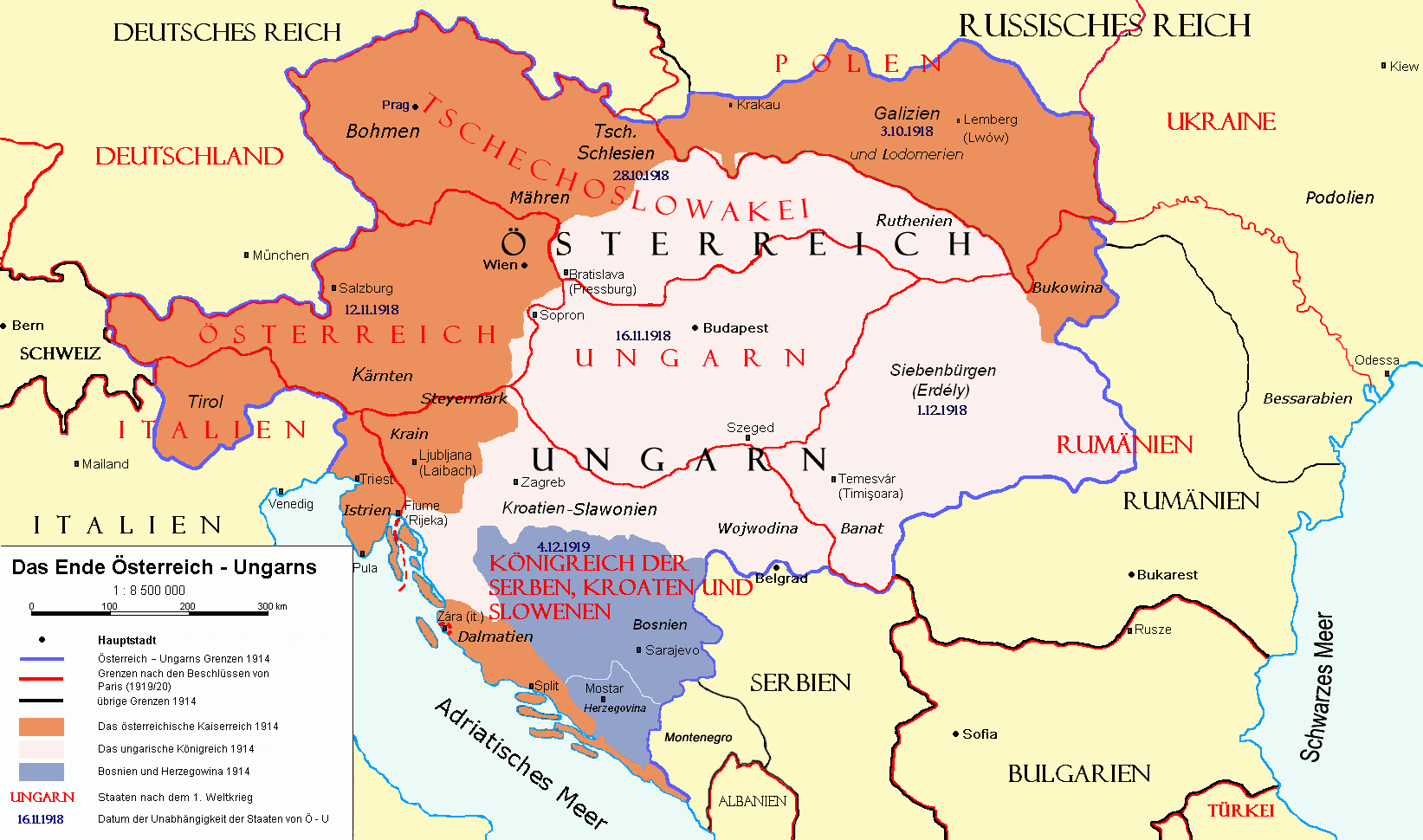
Austro-Węgry 1914 i granice ustalone na ich terenie traktatami w Trianon i Saint-Germain-en-Laye 1919.
Okupacja przez Ententę terytorium Węgier po rozejmie w Belgradzie 13.XI.1918. Linia ciągła – linia okupacji serbsko-francuskiej i rumuńskiej ustalona w Belgradzie. Linia kropkowana – linia ultimatum Ententy z noty Vixa 20 marca 1919.
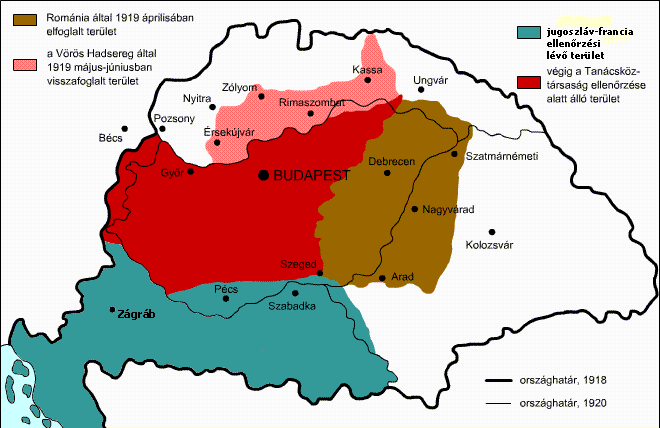
Sytuacja na Węgrzech pomiędzy zakończeniem wojny i podpisaniem traktatu w Trianion      Tereny pod kontrolą Węgierskiej Republiki Rad     Tereny opanowane przez rewolucyjne wojska węgierskie w czasie istnienia Republiki Rad     Okupacja rumuńska     Okupacja francusko-serbska
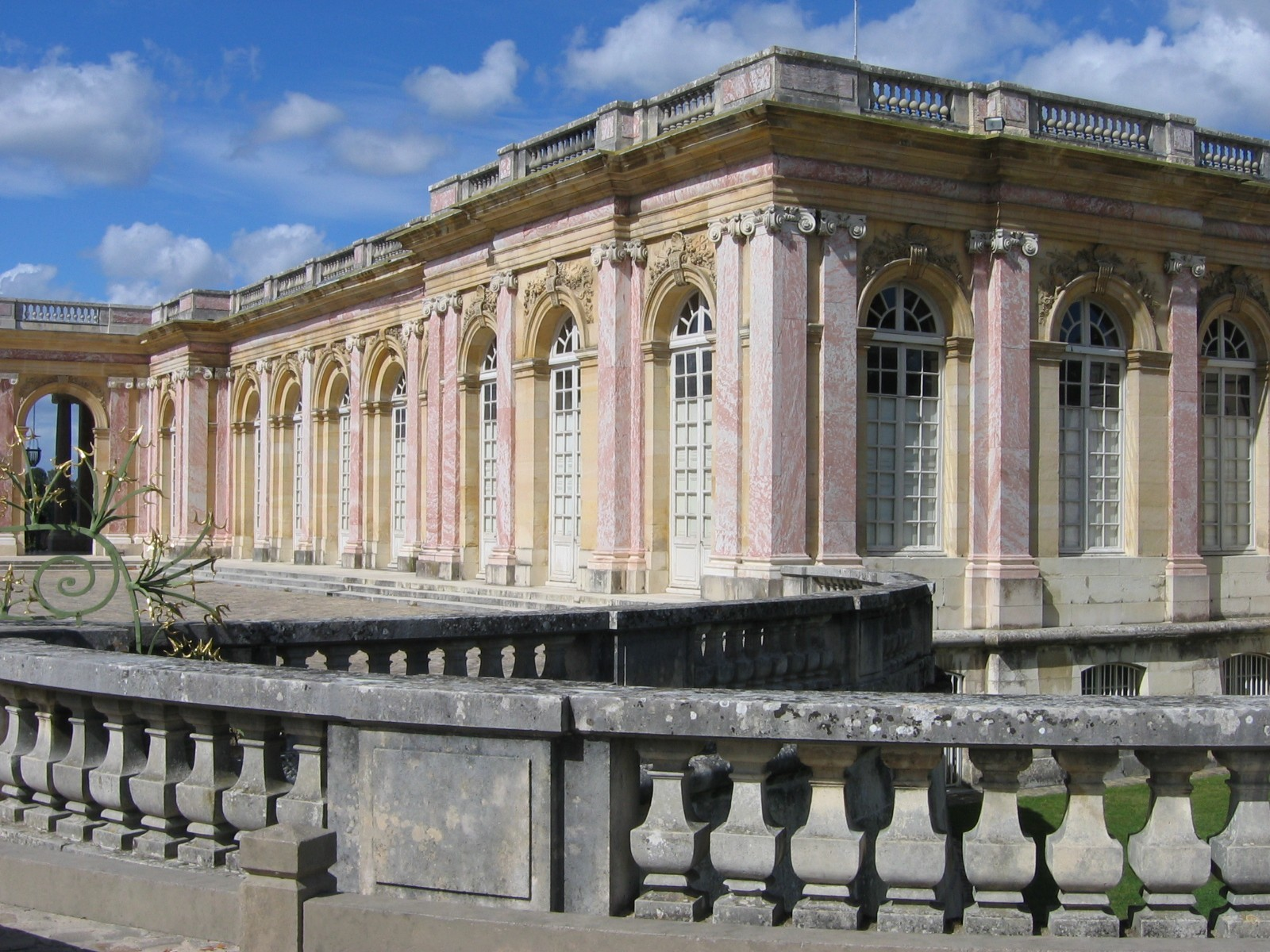
Pałac Grand Trianon w Wersalu, miejsce negocjacji i podpisania traktatu
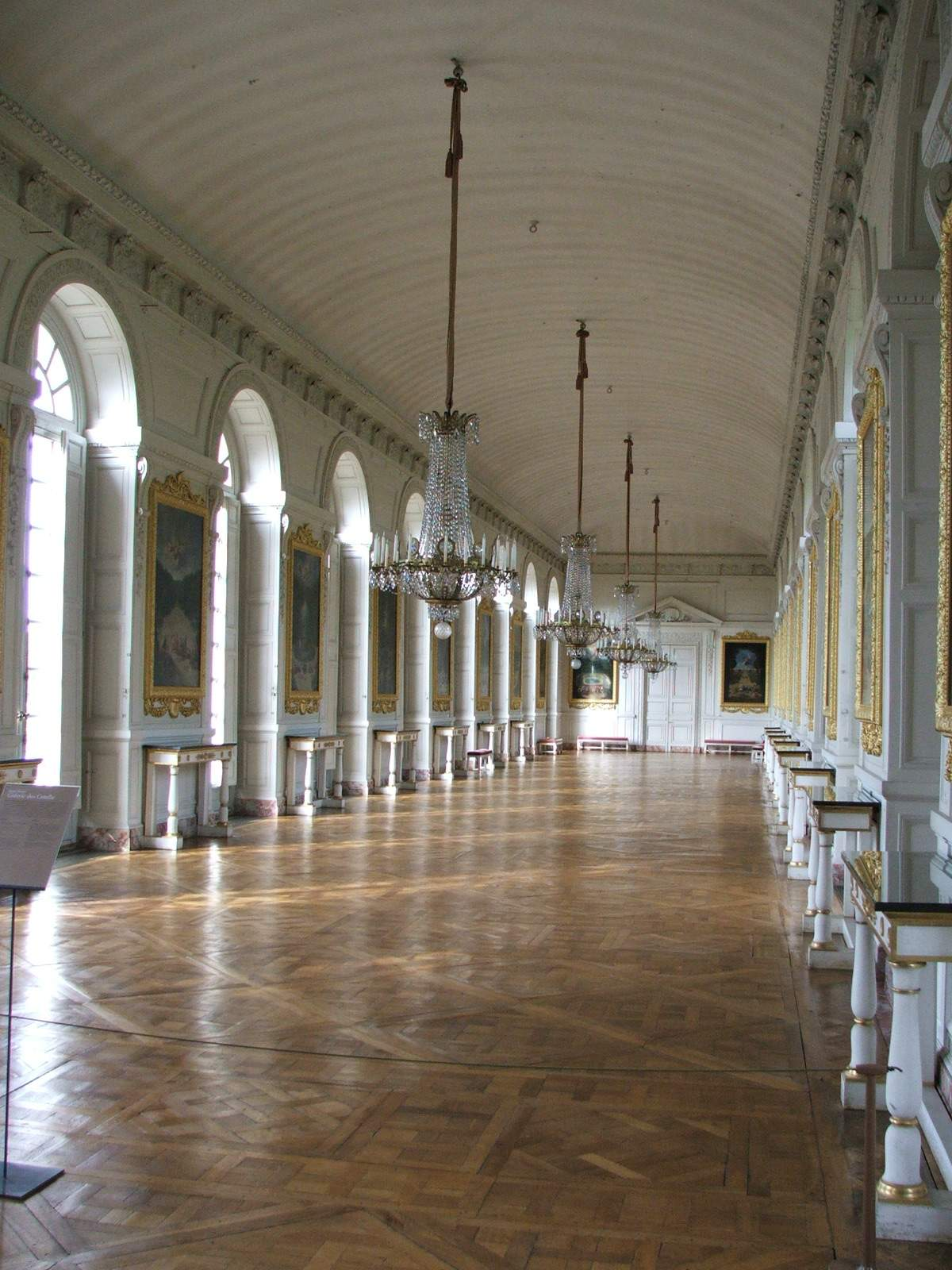
Galeria Cotelles w pałacu Grand Trianon – miejsce podpisania traktatu
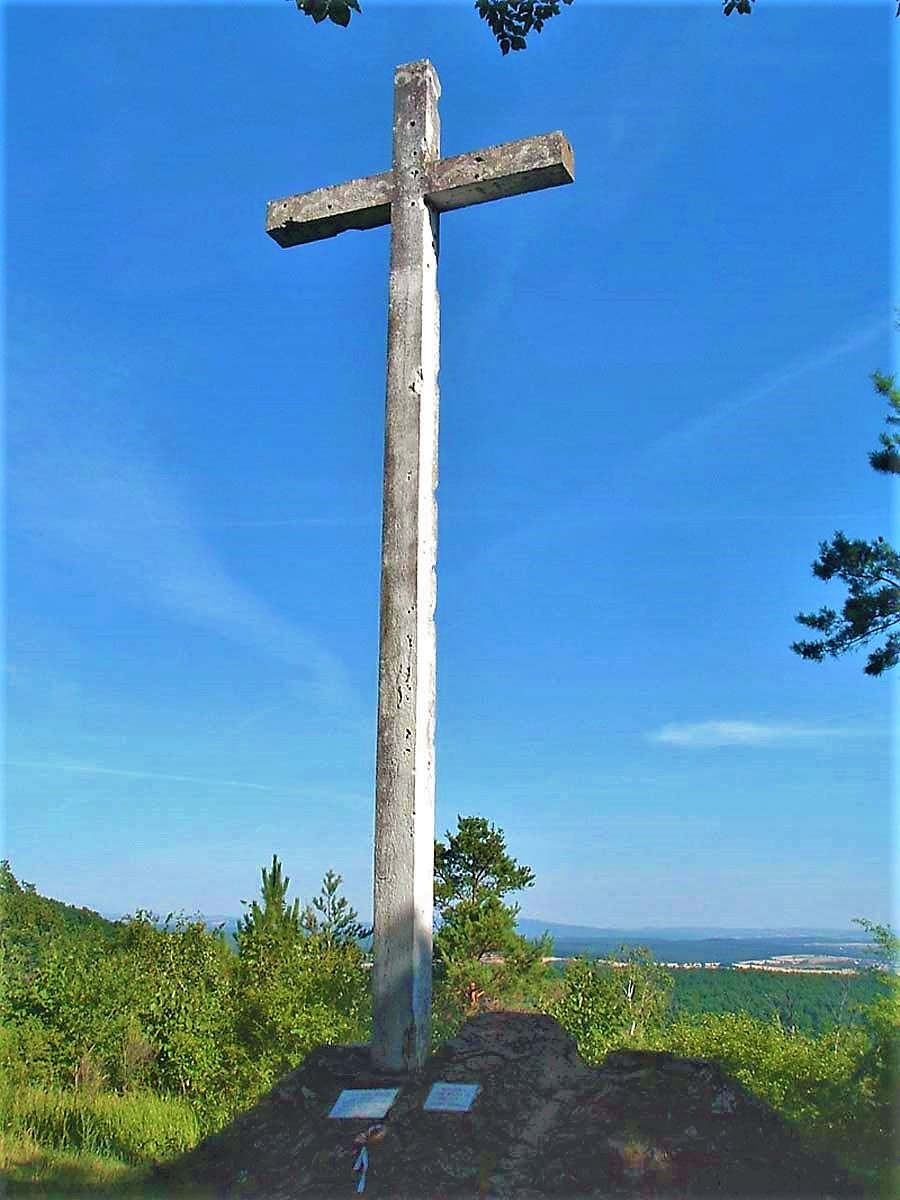
Krzyż w Kőszeg upamiętniający niekorzystny dla Węgier traktat
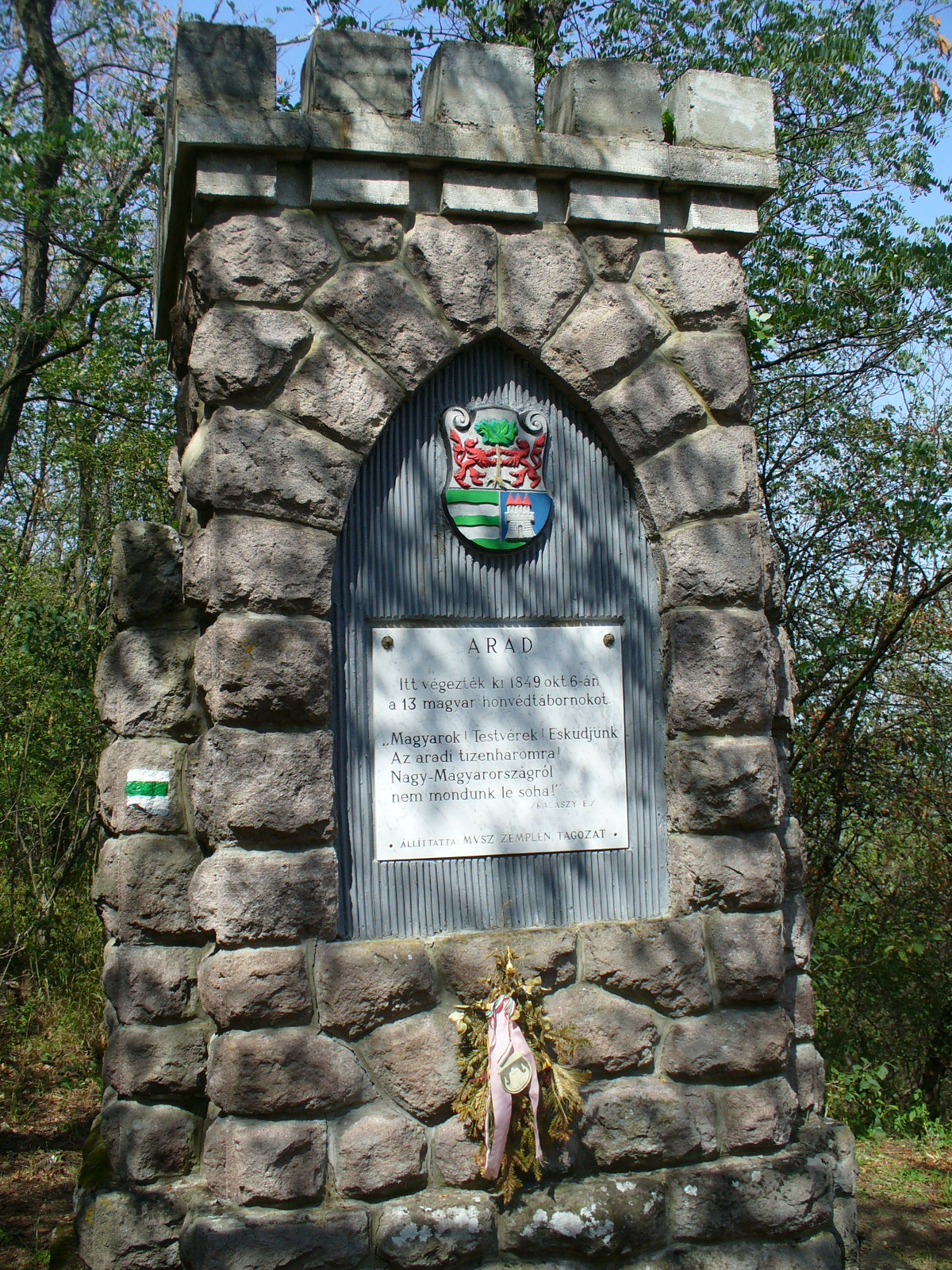
Kalwaria węgierska w Sátoraljaújhely upamiętniająca stracone tereny